# 719
Évszázadok: 7. század – 8. század – 9. század
Évtizedek: 660-as évek – 670-es évek – 680-as évek – 690-es évek – 700-as évek – 710-es évek – 720-as évek – 730-as évek – 740-es évek – 750-es évek – 760-as évek
Évek: 714 – 715 – 716 – 717 –  718 – 719 – 720 – 721 – 722 – 723 – 724

## Események

### Európa
- II. Anasztasziosz volt bizánci császár, akit egy thesszalonikéi kolostorba száműztek, fellázad és bolgár segítséggel Konstantinápolyhoz vonul. Ottani híveihez küldött üzenetét azonban elfogják és miután beengedése a városba meghiúsult, a bolgárok kiadják őt III. León császárnak. Anasztaszioszt és híveit (köztük Thesszaloniké érsekét) kivégzik.
- Megbetegszik és meghal Radbod fríz király. Martell Károly frank majordomus különösebb ellenállás nélkül megszállja és annektálja országának nyugati felét.
- Grimoald újraegyesíti a Bajor Hercegséget, amelyet II. Theodo 716-os halála előtt szétosztott négy fia: Grimoald, Theodbert, Theobald és II. Tassilo között. A fivérek között belháború tör ki amelynek 719-re Grimoald kivételével valamennyien áldozatául esnek.
- II. Gergely pápa megbízza az angolszász Winfridet - akinek a Bonifacius nevet adja -, hogy végezzen térítő munkát a pogány germánok között.[1]

### Omajjád Kalifátus
- II. Omár kalifa Al-Szamh ibn Malik al-Havlanit nevezi al-Andalusz kormányzójává, aki betör a Septimaniába, hogy teljesen felszámolja a Vizigót Királyságot. Ostrom alá veszi és elfoglalja Narbonne-t; ez az első város Galliában, amelyik muszlim uralom alá kerül.

### Korea
- Meghal Ko, Palhe királyságának alapítója. Utóda fia, Mu.

## Születések
- Iszmáil ibn Dzsafar al-Mubárak, a síita iszmáiliták imámja
- Jang Kuj-fej, Tang Hszüan-cung kínai császár ágyasa

## Halálozások
- június 1. – II. Anasztasziosz, bizánci császár
- Ko, palhei király
- Radbod, fríz király
- II. Tassilo, bajor herceg
- Theobald, bajor herceg
- Theodbert, bajor herceg

## Fordítás
- Ez a szócikk részben vagy egészben  a(z)   719 című angol Wikipédia-szócikk ezen változatának fordításán alapul.  Az eredeti cikk szerkesztőit annak laptörténete sorolja fel. Ez a jelzés csupán a megfogalmazás eredetét és a szerzői jogokat jelzi, nem szolgál a cikkben szereplő információk forrásmegjelöléseként.